# Уорд-Проуз, Джеймс
Джеймс Майкл Э́двард Уо́рд-Про́уз (англ. James Michael Edward Ward-Prowse; родился 1 ноября 1994, Портсмут) — английский футболист, полузащитник клуба «Вест Хэм Юнайтед». Выступал за национальную сборную Англии.

## Клубная карьера
Начал карьеру в молодёжной академии «Саутгемптона» в возрасте восьми лет. Дебютировал в основном составе «святых» в возрасте 16 лет 24 октября 2011 года в матче Кубка Футбольной лиги против «Кристал Пэлас». 7 января 2012 года забил свой первый гол за «Саутгемптон» в матче Кубка Англии против «Ковентри Сити».
После выхода «Саутгемптона» в Премьер-лигу в мае 2012 года, Уорд-Проуз подписал с клубом профессиональный контракт и был переведён в основной состав. Его дебют Премьер-лиге состоялся в матче против действующего чемпиона «Манчестер Сити» 19 августа 2012 года.
14 августа 2023 года перешёл в «Вест Хэм Юнайтед», подписав четырёхлетний контракт. Сумма трансфера составила 30 млн фунтов. 20 августа 2023 года дебютировал за «молотобойцев» в матче против «Челси», сделав в этой игре две голевые передачи.

## Карьера в сборной
Выступал за национальные сборные Англии до 17 и до 19 лет. Летом 2013 года принял участие в чемпионате мира среди молодёжных команд. В сентябре 2013 года дебютировал в составе сборной Англии до 21 года.
В главной сборной Англии дебютировал 22 марта 2017 года в матче против сборной Германии.